# Крапивино (Тверская область)
Крапивино — деревня в Кашинском городском округе Тверской области.

## География
Находится в юго-восточной части Тверской области на расстоянии приблизительно 13 км на восток-северо-восток по прямой от города Кашин.

## История
Деревня была показана ещё на карте 1825 года. В 1859 году здесь (деревня Кашинского уезда) было учтено 23 двора. До 2018 года входила в состав ныне упразднённого Фарафоновского сельского поселения.

## Население
Численность населения: 149 человек (1859 год), 10 (русские 63 %) в 2002 году, 1 в 2010.